# Faculté de droit de l'Université Laval
 (février 2021).
La Faculté de droit de l'Université Laval (anglais : Faculty of Law at Laval University), fondée en 1852, est l'un des plus anciens établissements de son genre en Amérique du Nord. La faculté accueille plus de 1 500 étudiants dans ses programmes d'études avec 54 professeurs  chargés de l'enseignement et de la supervision des projets de recherche. L'activité de recherche est particulièrement intense dans le domaine des droits de l'homme, du droit économique, de l'environnement ainsi qu'en droit international. La faculté possède une bibliothèque de droit rassemblant plus de 200 000 documents.
L'Université Laval compte parmi  ses anciens élèves trois premiers ministres canadiens, six premiers ministres québécois, onze juges de la Cour Suprême du Canada, des sénateurs et de nombreuses personnalités du monde des affaires.

## Historique

### Les origines
La Faculté de Droit de l’Université Laval tire ses origines du Séminaire de Québec, établissement d’enseignement fondé en 1663 par Mgr François de Montmorency-Laval. En 1852, c’est cet établissement qui crée la Faculté de Droit de l’Université Laval, de par l’attribution d’une Charte royale conférant  à l’établissement le statut d’université, créant par le fait même l’Université Laval[source insuffisante].
À cette époque, la carrière de professeur de droit se résume à la possibilité pour des juristes de s’adonner à l’enseignement en parallèle à leur pratique d’avocat, de notaire ou de juge. Développant au fil des années la qualité et la diversité de ses programmes, ce n’est toutefois qu’en 1946 que la Faculté de Droit de l’Université Laval accueille ses premiers professeurs de droit de carrière. Au cours de cette période, des pionniers de l’enseignement tels que Jacques Crémazie et Augustin-Norbert Morin permettent à la Faculté de développer sa réputation et la qualité de son enseignement[source insuffisante]. 

### Le passage à la modernité
Les années 1950 furent à l’origine de profonds débats au sein de la faculté. Mené par le professeur Marie-Louis Beaulieu, un groupe de professeurs souhaite moderniser la formation en favorisant une ouverture aux cours des autres facultés afin de diversifier la formation des futurs juristes. Le changement des méthodes d’enseignement sont aussi au centre de la réforme souhaitée. Malgré quelques modifications mineurs, la situation reste similaires et la Faculté reste profondément marquée par la réticence au changement. 
Au début des années 1960, toutefois, les étudiants réclament une réforme. En octobre 1962, le doyen Guy Hudon remet sa démission face à la pression du corps étudiant et des médias. Son remplaçant, Yves Pratte, marque le triomphe de la modernité, qui mettra toutefois un certain temps avant de se concrétiser[pas clair]. Alors que la Faculté quitte le Vieux Québec pour s’installer à Ste-Foy dans le Pavillon Charles-De Koninck, les années 1960 sont marquées par la réforme du programme de baccalauréat et des méthodes d’enseignement. 

## Spécialisations
La Faculté de droit de l'Université Laval permet de se spécialiser dans les domaines suivants: 
- Droit civil
- Droit public
- Droit commercial
- Droit international
- Droit des sociétés
- Droit fiscal
- Droit pénal
- Droit du Travail

## Personnalités liées
La Faculté de droit de l'Université Laval a formé de nombreux éminents Canadiens. De nombreux anciens élèves se sont distingués en anglais et en français au Canada, plus particulièrement, dans les domaines de la fonction publique, de la politique, de la magistrature, et de l'entreprise.
De nombreux Premiers Ministres Canadiens, Juges à la Cour Suprême du Canada, Sénateurs, Premiers Ministres Québécois et députés sont diplômés de la Faculté de droit de l'Université Laval.

### Juges de la Cour suprême du Canada
- Henri Elzéar Taschereau
- Sir Charles Fitzpatrick
- Arthur Cyrille Albert Malouin
- Lawrence Arthur Dumoulin Cannon
- Robert Taschereau
- Louis-Philippe Pigeon
- Yves Pratte
- Julien Chouinard
- Louis LeBel
- Claire L'Heureux-Dubé
- Suzanne Côté

### Politiciens
- Louis St. Laurent - Premier ministre du Canada
- Brian Mulroney - Premier ministre du Canada
- Jean Chrétien - Premier ministre du Canada
- Pierre Duchesne - Lieutenant-Gouverneur du Québec
- Edmund James Flynn - Premier ministre du Québec1896-1897
- Louis-Alexandre Taschereau - Premier ministre du Québec 1920-1936
- Jean Lesage - Premier ministre du Québec 1960-1966
- René Lévesque -  Premier ministre du Québec 1976-1985
- Lucien Bouchard - Premier ministre du Québec 1996-2001
- Michael Fortier - Sénateur

### Royauté
- Jean, Grand-duc de Luxembourg, Monarque du Luxembourg de 1964 à 2000

### Monde des affaires
- Conrad Black
- Peter White
- William John Jacques Demers

### Divertissement
- Ben Mulroney